# Église Saint-Hilaire de Neuvy
L'église Saint-Hilaire est une église catholique située à Neuvy, en France.

## Localisation
L'église est située dans le département français de l'Allier, sur la commune de Neuvy.

## Historique
La partie la plus ancienne de l'église remonte au début du XIIe siècle. Une chapelle a été ajoutée au sud au XVe siècle.
L'édifice est inscrit au titre des monuments historiques en 1929 et classé en 1932.

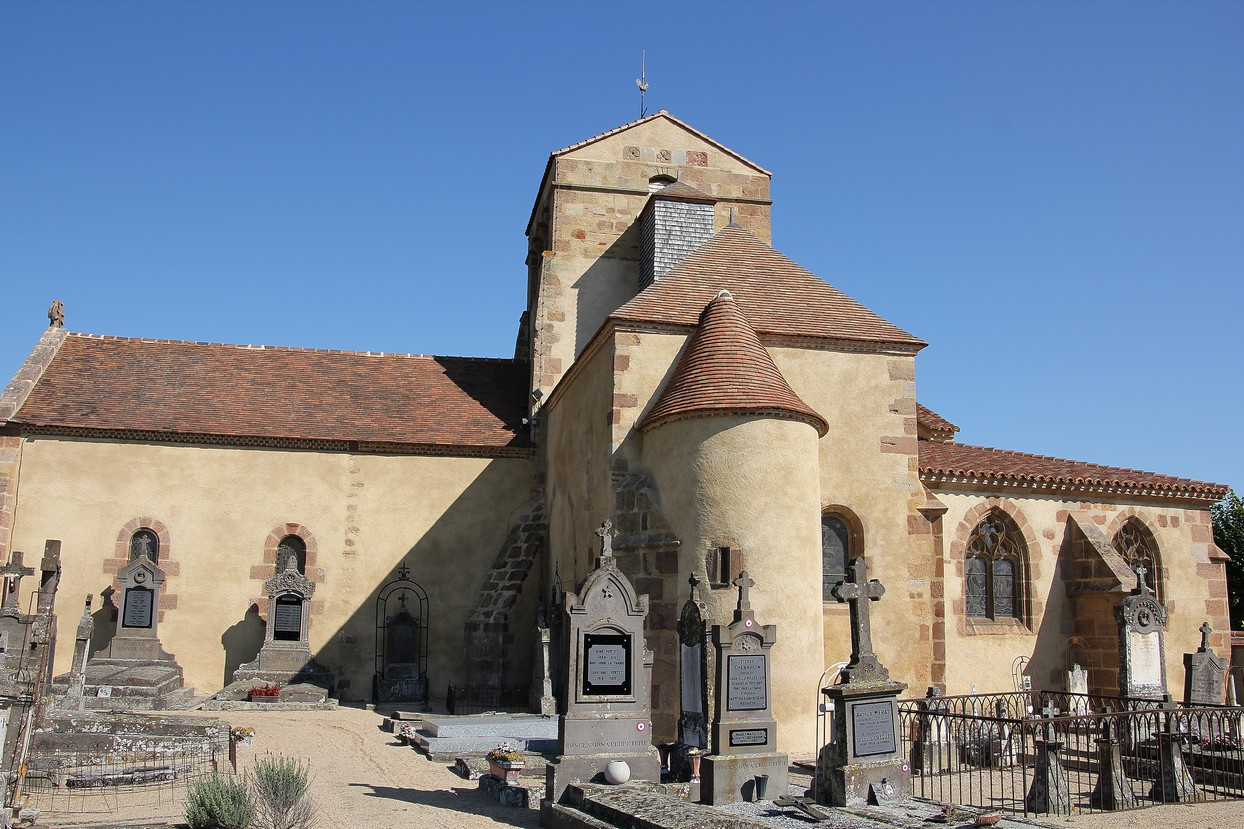
L'église, vue du cimetière.
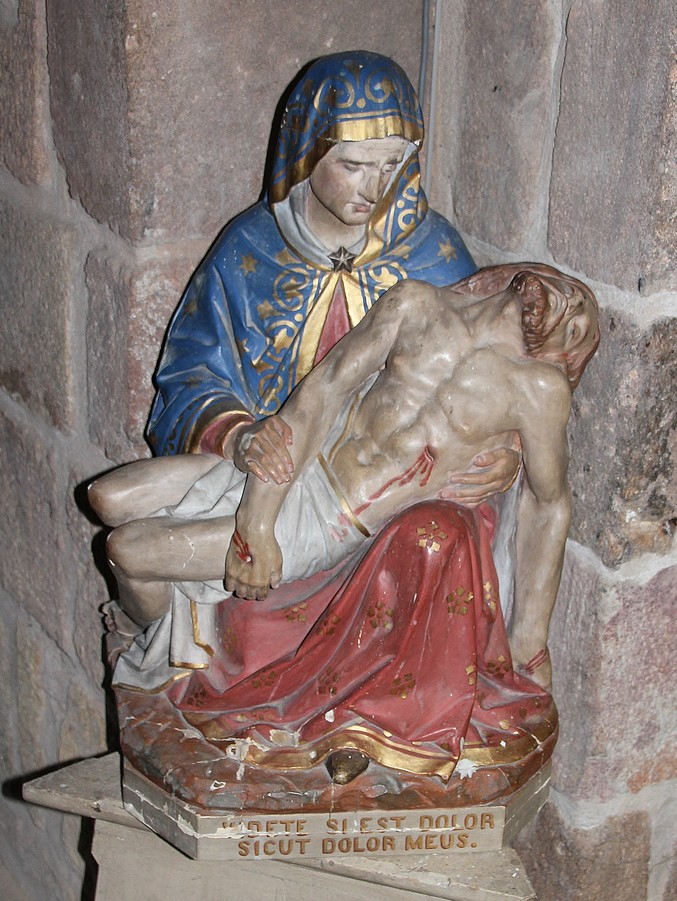
Pietà moderne.
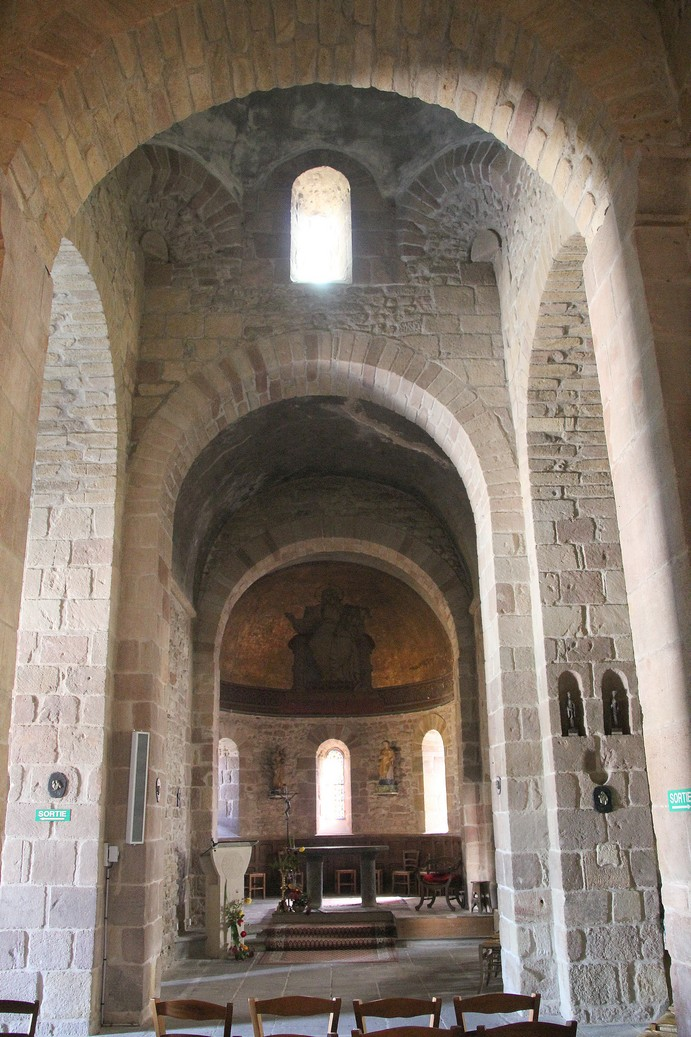
Nef et chœur.